# Istituto Agrario Firenze
Istituto Agrario Firenze en español : Instituto Agrario de Florencia, es un jardín botánico, centro de preservación de genética vegetal, y escuela de formación de jóvenes horticultores, que consta de unas 20 hectáreas de huertos de árboles frutales y cultivos vegetales. 

## Localización
Sede: Via delle Cascine 11 50144 Firenze.
Planos y vistas satelitales.43°46′55.44″N 11°13′5.41″E / 43.7820667, 11.2181694

## Historia
La historia de la empresa agrícola del Instituto tiene sus precedentes en el año 1500. Desde entonces, las tierras que actualmente ocupa la empresa fueron cultivadas para abastecer de fruta y verdura fresca el comedor de la familia Medici, en aquella época propietaria de la finca Le Cascine.
El 5 de febrero de 1882, cuando con un decreto real del rey Humberto I de Saboya, se instituyó la "Real Escuela de Pomología" que luego se convirtió en el actual "Instituto Técnico Agrícola", cuya dirección fue confiada a Vincenzo Valvassori y que estaba ubicada en el edificio que actualmente alberga la piscina municipal de "Le Pavoniere".
La concesión del "Establecimiento Hortícola del Ayuntamiento de Florencia" a la "Escuela Agrícola de Cascine" marcó un momento decisivo en la historia de la Institución, que desde entonces pudo contar con una amplia y rica sección de floricultura. La anexión de una gran superficie de terreno exterior al jardín permitió a Valvassori ampliar significativamente el huerto, el vivero de frutales, el viñedo y la huerta, con un notable aumento de las especies y variedades cultivadas.
Con la llegada del fascismo a Italia, las iniciativas para la construcción de obras públicas se multiplicaron. En Florencia, especialmente en el período de 1932 a 1940, se realizaron numerosas obras públicas, algunas de las cuales afectaron a la superficie de la "Escuela Agrícola", que por tanto fue objeto de expropiación. En 1930 se expropió un terreno de aproximadamente media hectárea para instalar el "Instituto de Zootecnia de la Facultad de Agricultura", y ya entonces se habló de la posibilidad de quitarle seis hectáreas a la finca para construir lo que hoy es la escuela de guerra aérea.
En la actualidad la empresa del Instituto comprende una finca de aproximadamente 13 hectáreas en "Le Cascine", una de aproximadamente 1,5 hectáreas en la finca “La Trave” y 3 hectáreas en la finca “Il Girone”. La actividad está coordinada por el profesor Alessandro Pratesi. En este complejo de actividades empresariales, los estudiantes realizan la parte práctica para completar la preparación teórica en los principales sectores agrícolas.

## Colecciones Vegetales
En el interior de "Parco delle Cascine", conocido comúnmente como "Le Cascine" en los terrenos del Instituto Técnico Agrícola se cultivan numerosas plantas, ornamentales y frutales. El vigor y el tamaño de los árboles más grandes, algunos de ellos centenarios, revelan la presencia de un suelo fértil, profundo y con una buena reserva hídrica, constituido por aguas subterráneas en comunicación con el cauce del río Arno.
Las colecciones existentes tienen una gran importancia tanto nacional como internacional.
Las colecciones contienen más de 3.500 accesiones de diferentes variedades de frutas entre otros se cultivan variedades de manzanas, peras, ciruelas, cerezas y pequeñas colecciones de frutas de arbustos, nueces y uvas, en 5.63.07 ha de huertos. 
Sus colecciones botánicas se distribuyen en :
- Invernaderos 0.20.32 hectáreas
- Jardín 0.80.00 ha
- Colección de plantas ornamentales 2.50.00 ha
- Huerto 5.63.07 ha
- Pomario 8.41.14 ha
- Colección de plantas de frutales 1.22.70 ha
- Edificios, patios, corrales, caminos y zanjas 3.01.01 ha[1][2]